# Wuyuntana
Wuyuntana   (), coneguda al japò amb el nom de Uyontana (ウヨンタナ, uyontana), és una cantant mongola de Horqin, districte de Tongliao, Mongòlia Interior (Mongòlia). Des de 1987 viu al Japó i ha contribuït amb la veu a diversos anime, incloent Macross Plus ', Shamanic Princess ',  Betterman i la primera pel·lícula de Sakura, la caçadora de cartes.

## Albums
- Khorchin (ホルチン, 1998)
- Ten no Kabe (天の壁, 2001)